# Дымовы (дворянский род)
Дымовы — древний русский дворянский род.

## История рода
Василий Кривой Семёнович Дымов, послуживец Иломского, владел поместьем в Новгородской области (1495). Сын боярский Михаил Данилович упомянут (1555). По опричнине казнён Михаил Дымов (1569). Яков, Андрей и Иван Ильичи владели поместьями в Рязанском уезде (1590-х). В Ряжском уезде владели поместьями: Гаврила и Иван Константиновичи, Твердыня Гаврилович (1579—1594).
Оска (Осип?) Андреевич вёрстан новичным окладом по Рязани (1628).

## Известные представители
- Дымовы: Иван и Елистрат Степановичи — служили рейтарскую службу по Ряжску (1678)[2].